# Dywizja Grenadierów Ostpreußen 2
Dywizja Grenadierów Ostpreußen 2, niem. Grenadier-Division Ostpreußen 2 – jedna z niemieckich dywizji grenadierów. Utworzona w lipcu 1944 jako dywizja 29 fali mobilizacyjnej na poligonie Stablack. Już po kilku dniach przekształcona w 562 Dywizję Grenadierów Ludowych.

## Skład
- pułk grenadierów Ostpreußen 3
- pułk grenadierów Ostpreußen 4
- pułk artylerii Ostpreußen 2
- jednostki dywizyjne